# Jack Herbert Driberg
Jack Herbert Driberg (geb. April 1888; gest. 5. Februar 1946) war ein britischer Anthropologe. Sein Buch Lango (1923) über einen nilotischen Stamm in Uganda gilt als ethnographischer Klassiker.

## Biografie
Jack Herbert Driberg wurde 1888 geboren. Er besuchte das Lancing College und das Hertford College, Oxford. Seit 1912 arbeitete er als Kolonialbeamter für die britische Kolonialbehörde im britischen Protektorat Uganda. Danach ging er in den ägyptischen Sudan, wo er bis 1925 lebte. Über seinen Aufenthalt in Uganda schrieb er ein Buch mit dem Titel The Lango: A Nilotic Tribe of Uganda, worin er das Volk der Langi (Lango) in Norduganda behandelt. Das Buch brachte ihm Anerkennung als Anthropologe. Nach seiner Rückkehr nach England besuchte er die London School of Economics. Danach begann er als Professor an der University of Cambridge zu arbeiten. Er diente auch im Zweiten Weltkrieg. Er starb 1946.

## Publikationen
- The Lango: A Nilotic Tribe of Uganda. Fisher Unwin LTD., London, 1923. Digitalisat
- Didinga customary law. Sudan Notes and Records. 1927. VIII.
- The Savage as He Really is. London: G. Routledge & Sons (1929).
- People of the Small Arrow. Charlottesville: University of Virginia (1930).
- The East African problem. 1930
- At home with the savage. 1932
- Engato the lion cub. 1933
- The secular Aspect of ancestor-worship in Africa. 1936 Supplement to the Journal of the Royal African Society, XXXV